# Sláger Tibó
Sláger Tibó, született Kiss Tibor (1967. május 10. –) zeneszerző és előadó, aki több mint 300 saját dalt írt. Legismertebb és legsikeresebb slágerei közé tartoznak a következők: „Kék a szeme”, „Gyere táncolj, cigánylány”, „Amikor a szívem úgy dobog”, „Péntek 13”, „Mesterhármas” és „Rosszfiú”. Dalait a magyar mulatós előadók 95%-a rendszeresen énekli.
2021-től saját televíziós műsort vezet „ZENEBONA” címmel a TV2 Zenebutik csatornáján. Eddigi zenei pályafutása során három arany- és három platinalemezt szerzett. 2016-ban Velencei nyár című dala elnyerte a Fonogram-díjat.
2024-ben könyv jelent meg róla Barátom, Sláger Tibó címmel.
Szerzői és előadói műsorával nagy sikereket arat Magyarországon, valamint népszerű a határon túli magyar közösségek körében is, különösen Felvidéken, Erdélyben és Kárpátalján. Emellett három alkalommal lépett fel Svédországban, illetve meghívást kapott a Dél-afrikai Köztársaságba is.